# NGC 338
NGC 338 là một thiên hà xoắn ốc trong chòm sao Song Ngư. Nó được phát hiện vào năm 1877 bởi Wilhelm Tempel. Nó được Dreyer mô tả là "rất mờ nhạt, rất nhỏ, hình dạng không đều, giữa sáng hơn".